# Bruille-Saint-Amand
Bruille-Saint-Amand là một xã ở tỉnh Nord trong vùng Hauts-de-France, Pháp.